# Karsten Huck
Karsten Huck (* 13. November 1945 in Wohltorf) ist ein deutscher Springreiter. Sein größter Erfolg im Springreiten ist die Bronzemedaille in der Einzelwertung bei den Olympischen Sommerspielen 1988 in Seoul. Er ist Reitmeister bei der FN und seit über 30 Jahren Trainer in Europa, USA und in China.

## Biografie
Huck wurde als Sohn des Turnierreiters Hans-Jürgen Huck geboren. Schon im Alter von zehn Jahren begann er an der Reit- und Fahrschule Flensburg-Mürwik mit dem Voltigieren und anschließend mit dem Reiten. Nach dem Abitur 1965 leistete er bis 1967 seinen Wehrdienst, absolvierte eine Ausbildung zum Bankkaufmann und nahm ein Studium der Betriebswirtschaft in Hamburg auf, das er 1974 als Diplom-Betriebswirt abschloss. Er arbeitete bis 1977 als Geschäftsführer einer Hamburger Wohnungsverwaltungsfirma. 1979 entschied er sich für den Berufsweg des Reitlehrers und wurde Pferdewirtschaftsmeister mit dem Schwerpunkt Reiten. Huck betreibt einen Turnier- und Ausbildungsbetrieb in Schleswig-Holstein.
Im April 1988 heiratete er Brigitte Horn, die ebenfalls als Turnierreiterin im Reitsport erfolgreich tätig war. Sie haben zwei gemeinsame Kinder. Der Sohn seiner Schwester Melitta ist der deutsche Dressurreiter Matthias Alexander Rath.

### Sportliches
Das Interesse zum Reitsport begann für Karsten Huck bereits im Alter von zehn Jahren. Sein Vater, Hans-Jürgen Huck, war ein aktiver Turnierreiter (Sieger im Großen Preis von Berlin 1951) und Reitlehrer. Er lehrte ihn das Voltigieren und anschließend das Reiten. An seinem ersten Springturnier nahm er 1956 in Bad Segeberg teil. Sein erstes S-Springen absolvierte er mit 22 Jahren.
Das erste Mal international startete er 1961 bei der Europameisterschaft der Junioren in Berlin. 1976 erreichte er den zweiten Platz beim Großen Preis von Deutschland. 1984 wurde Huck deutscher Meister im Springreiten.
Im Jahr 1978 ließ Huck sich als professioneller Sportler anerkennen. Dies kostete ihn 1984 die Teilnahme an den Olympischen Spielen in Los Angeles. Nachdem er bereits von 1978 bis 1986 Landestrainer Springreiten in Schleswig-Holstein war, arbeitete er 1986 als Bundestrainer der Junioren beim DOKR in Warendorf. In seine Amtszeit fiel unter anderem der Sieg von René Tebbel in der Deutschen Meisterschaft der Junioren 1986.
Zum Amateur zurückstufen ließ er sich 1986, um die Berechtigung zur Teilnahme an den Olympischen Spielen zu erhalten und ihm gelang als Einzelreiter die Qualifikation zu den Olympischen Sommerspielen 1988 in Seoul. Durch die kooperative Handlung von Wolfgang Brinkmann, der Mannschaftsgold gewann und auf seine Startchance im Einzelfinale verzichtete, konnte Karsten Huck mit Nepomuk 8 starten und den dritten Platz belegen.
1989 zog er sich während eines Reitunfalls beim Weltcup in Göteborg einen Trümmerbruch im rechten Fuß zu, was eine längere Pause nach sich zog. Ein Jahr später belegte er bei den ersten Weltreiterspielen mit der deutschen Nationalmannschaft den zweiten Platz. Seitdem ritt Huck bei zahlreichen Nationenpreisen für Deutschland.
Im Jahr 1989 wurde Huck mit dem Friedensreiter-Preis in Münster ausgezeichnet, 2005 verlieh ihm die Deutsche Reiterliche Vereinigung in Warendorf den Titel „Reitmeister“.